# زاولة سفلي (مقاطعة دالاهو)
زاولة سفلي (بالفارسية: زاوله سفلی) هي قرية تقع في كرمانشاه في إيران. يقدر عدد سكانها بـ 125 نسمة بحسب إحصاء 2016.